# Norbert Mueller
Norbert Edward „Stuffy” Mueller  (Kanada, Ontario, Waterloo, 1906. február 14. – Kanada, Ontario, Toronto, 1956. július 6.) olimpiai bajnok kanadai jégkorongozó kapus.
Részt vett az 1928-as téli olimpián, mint a kanadai válogatott kapusa. A kanadaiaknak nem kell csoportkört játszaniuk, hanem egyből a négyes döntőből indultak. A támadók összesen 38 gólt ütöttek 3 mérkőzésen és 1-et sem kaptak. Svájcot 13–0-ra, a briteket 14–0-ra, végül a svédeket 11–0-ra verték és így olimpiai bajnokok lettek. Ez az olimpia világbajnokságnak is számított, ezért világbajnokok is lettek. Egy mérkőzésen játszott a britek ellen és minden lövést védett.
Ez a kanadai válogatott valójában egy egyetemi csapat volt, a University of Toronto csapata, amely amatőr, egyetemi hallgatókból állt. 1927-ben megnyerték az Allan-kupát, amiért a kanadai senior amatőr csapatok versengenek. Ezzel a győzelemmel kiérdemelték a helyet az olimpián. 1932-ben ismét Allan-kupa győztes lett a Toronto National Sea Fleas csapatával.
1956-ban halt meg szívrohamban.